# Anti-Ligatur Design
Anti-Ligatur Design bezeichnet eine bestimmte Gestaltungsform von Gegenständen, die versehentliche sowie absichtliche Selbst- oder Fremdverletzung verhindert.

## Wortherkunft
Anti (Vorsilbe mit der Bedeutung „gegen“) Ligatur (lat. ligare ‚binden‘) bezeichnete zunächst das Ausbleiben von Befestigungspunkten für Schnüre, Kordeln oder Seile. Inzwischen versteht man in verschiedenen Fachbereichen auch das Ausbleiben beweglicher sowie hervorstehende Teile am Gegenstand. Im Allgemeinen ist Anti-Ligatur Design mit einer verletzungs- und suizidhemmenden Gestaltung gleichzusetzen.

## Gestaltung
Gegenstände im Anti-Ligatur Design haben keine Punkte, an die eine Schnur, ein Seil oder ein Bettlaken geschlungen oder an eine Vorrichtung gebunden werden kann. Es werden sogenannte Ligaturpunkte vermieden, die zu Selbstverletzungen oder im Extremfall zum Tod führen können. Ebenso verhindert das Anti-Ligatur-Design, dass der Gegenstand oder Teile davon als Waffe eingesetzt werden kann. Durch weitere Maßnahmen wird eine Manipulation des Gegenstandes verhindert, wie z. B. durch den Einsatz von Sicherheitsschrauben, bündigen Flächen, abgerundeten Ecken und minimalen Spaltmaße. Außerdem müssen die Materialwahl und die Schlagfestigkeit beachtet werden.

## Produktbeispiele
- Handläufe
- Türgriffe
- Leuchten
- Betten
- Kleiderstangen und Haken
- Heizkörper

## Anwendungsbereiche
Gegenstände im Anti-Ligatur Design werden vor allem dort eingesetzt, wo Personen als „gefährdet“ gelten. Sie finden sich in Justizvollzugsanstalten, Haftkrankenhäusern, Psychiatrien, Pflegeheimen oder dem Maßregelvollzug.